# Georges Achille de Magrath
Georges Achille de Magrath, né en 1819 à Colchester et mort le 26 décembre 1893 à Paris, est un peintre français.

## Biographie
Georges Achille de Magrath est le fils de Marie Patrice Nicolas Thomas de Magrath, baron de Moyecques, et de Marguerite Tocque.
Élève d'Horace Vernet, il expose au Salon de 1847 à 1869.
Aquarelliste et poète à ses heures, il publie plusieurs ouvrages.
Il obtient plusieurs médailles lors de divers salons.
Il meurt à la Maison Dubois à l'âge de 74 ans.

## Œuvres exposées aux Salons parisiens

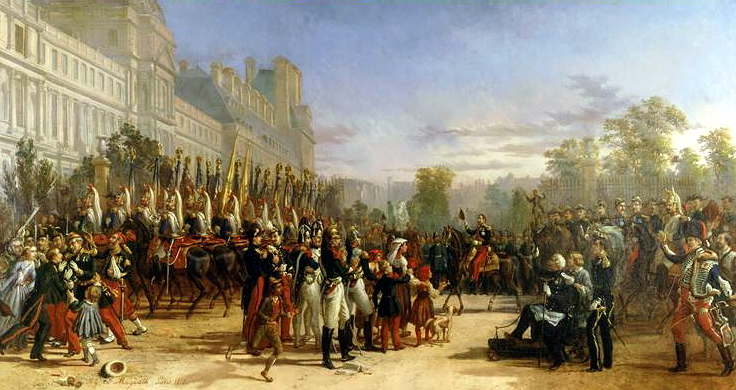
Retour de Napoléon III de la Campagne d'Italie, au Salon de 1864.

- Vue des remparts d’Angoulême, au Salon de 1847, aquarelle
- Cour de l’hôtel-de-ville de La Rochelle, au Salon de 1847, dessin
- Le Jeu de boules, costumes de la première moitié du XVIIe siècle, au Salon de 1847 (Boulogne-sur-Mer)
- Vue des remparts d’Angoulême, au Salon de 1847, aquarelle (Boulogne-sur-Mer)
- Porte de l’hôtel de Cluny à Paris, au Salon de 1847, dessin (Boulogne-sur-Mer)
- Étude d’arbres, forêt de Fontainebleau, au Salon de 1847, dessin (Boulogne-sur-Mer)
- La Restauration de l’église Saint-Germain-l’Auxerrois, au Salon de 1848
- Vue du château de Fontainebleau, au Salon de 1850
- La Couronne du Christ ; le Roi de gloire vénéré à Notre-Dame de Paris, par les illustrations contemporaines, au Salon de 1860 (Montpellier)
- Présentation de saint François de Sales et de saint Vincent de Paul à Henri IV, dans la cour ovale du château de Fontainebleau, au Salon de 1861, aquarelle
- Le Parc de Saint-Cloud, en août 1859, au Salon de 1861, aquarelle
- Retour de l’Empereur aux Tuileries, le 15 août 1859, au Salon de 1864
- Palais de l’émir Beschir, à Ber-el-Kamar (Mont-Liban), au Salon de 1865, dessin
- Vue d’Abbeville, au Salon de 1869, aquarelle